# (4195) Esambaev
(4195) Esambaev est un astéroïde de la ceinture principale.

## Description
(4195) Esambaev est un astéroïde de la ceinture principale. Il fut découvert le 19 septembre 1982 à Nauchnyj par Lioudmila Tchernykh. Il présente une orbite caractérisée par un demi-grand axe de 2,84 UA, une excentricité de 0,07 et une inclinaison de 2,1° par rapport à l'écliptique.

## Compléments